# مايك ويلسون (كاتب)
مايك ويلسون (بالإسبانية: Mike Wilson)‏ هو كاتب خيال علمي وكاتب أرجنتيني، ولد في 1974 في سانت لويس في الولايات المتحدة.